# Leuze-en-Hainaut
Leuze-en-Hainaut es un municipio belga de Valonia, situada en la provincia de Hainaut. Se compone de los antiguos municipios de Leuze-en-Hainaut, Grandmetz, Thieulain, Blicquy, Chapelle-à-Oie, Chapelle-à-Wattines, Pipaix, Tourpes, Willaupuis y Gallaix. A 1 de enero de 2019 tenía una población estimada de 13 850 habitantes.

## Historia
"Leuze era un tesoro real que dio el emperador Carlomagno en 802 a Ludgero, el primer obispo de Münster. Se menciona en el hecho de compartir en el Reino de Lorena en 870 entre Carlos el Calvo, el rey de Francia, y Ludovico Pío, rey de Alemania; en esta ciudad debido a Charles. Leuze se encuentra en el bosque y el carbón que era parte de la antigua Brabante. Hubo un colegio de canónigos fundadas por San Amand, reformado y equipado en el siglo XI por Gerardo de Rosellón. Fue en esta universidad que descansaban las cenizas rica de Badilon bendecidos que, dicen, trajeron el cuerpo de Santa María Magdalena en Jerusalén en Vercelli en Borgoña.
En 1071, la condesa de Henao, Richilde, dio el Obispo de Lieja Leuze, Antoing y Conde. Esta ciudad estaba ya en el año 1000 como el oppidum. Fue quemado y demolió la fortaleza en 1477 por los franceses, en la guerra con María de Borgoña."[1]
- Batalla de Leuze (1691).

## Demografía

### Evolución
Todos los datos históricos relativos al actual municipio, el siguiente gráfico refleja su evolución demográfica, incluyendo municipios después de efectuada la fusión el 1 de enero de 1977.
| Gráfica de evolución demográfica de Leuze-en-Hainaut entre 1846 y 2019 |
|                                                                        |

## Monumentos de Interés
- Saint-Pierre College se erigió en 1745 sobre una antigua iglesia Gótica, después de haber sido destruida por el fuego. El interior es bello y suntuoso. Podemos admirar la artesanía en madera intrincado del siglo XVIII. Los paneles de madera, de estilo Luis XV, es donde se encuentran los confesionarios, adornados con motivos diferentes. El púlpito de San Pedro se ha esculpió en ella y contiene un órgano principal.

## Ciudades hermanadas
- - Carencro (Estados Unidos) (1993)
- - Loudun (Francia) (1961)
- - Uagadugú, Burkina Faso (1968)

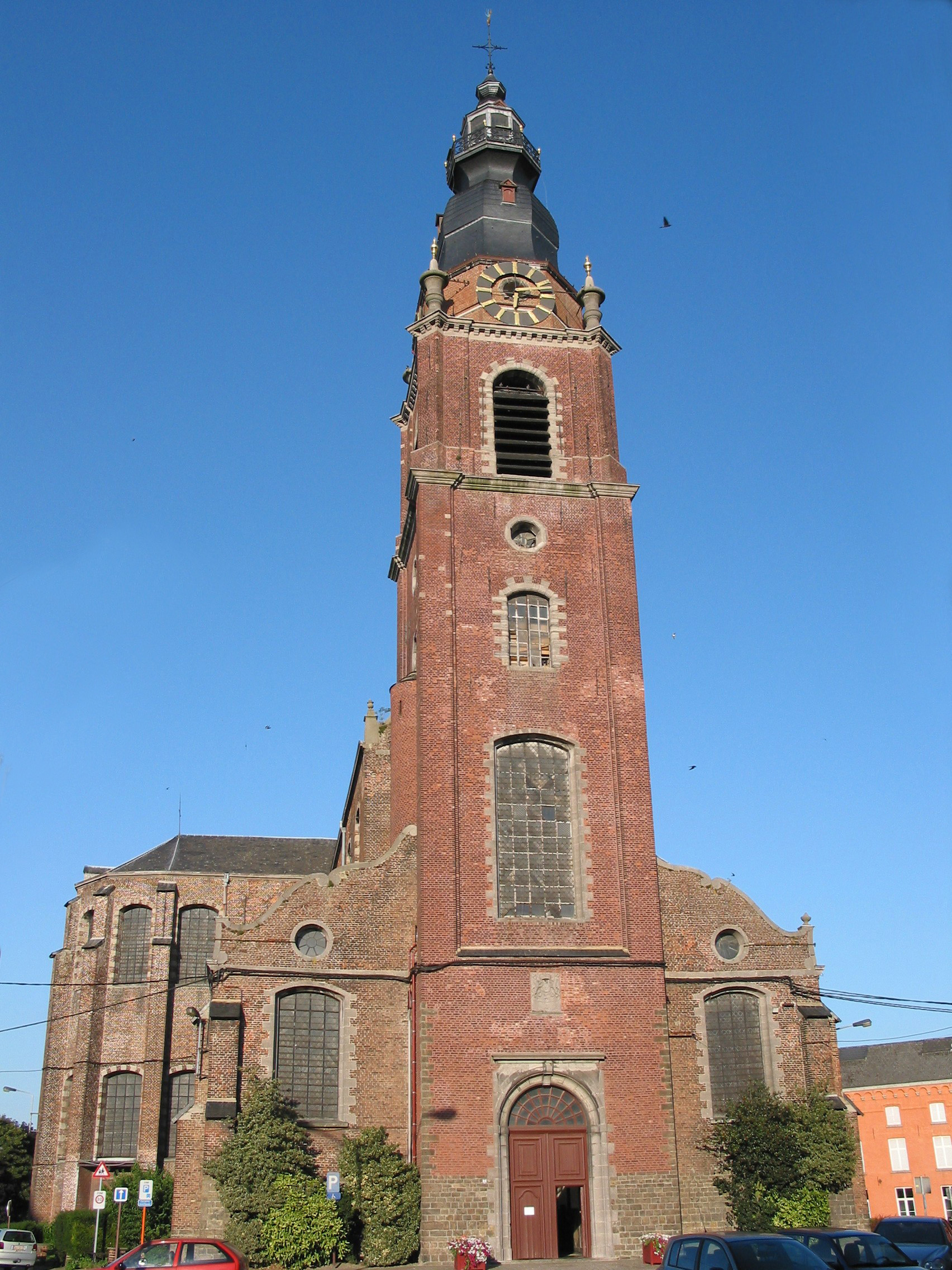
Saint Pierre College.